# Бесуде
Бесу̀де (на италиански и на сардински: Bessude) е село и община в Южна Италия, провинция Сасари, автономен регион и остров Сардиния. Разположено е на 447 m надморска височина. Населението на общината е 443 души (към 2010 г.).